# Kapo
Kapo var en betegnelse for fanger i tyske koncentrationslejre under 2. verdenskrig, som havde visse lavere administrative funktioner og derfor fik enkelte privilegier, herunder bedre tøj, lov til at drikke alkohol og fritaget fra hårdt fysisk arbejde.
Blandt opgaverne kunne være overopsyn med andre fanger, og således være ansvarlig for det arbejde, som blev udført. Mange, som blev rekrutteret, var indsat med voldskriminelle domme, tidligere SA-medlemmer eller tidligere fremmedlegionærer, og de havde fuldmagt til at anvende brutalitet mod andre fanger. Også politiske fanger blev brugt som kapoer. Kapoerne var ugleset hos de andre kz-fanger og betragtedes som forrædere.
En del kapoer var indsat i KZ-lejre grundet deres jødiske afstamning, og førte følgelig tilsyn med jødiske medfanger. Dette med megen brutalitet og ofte med større strenghed end lejrenes nazistiske personale. Da KZ-lejrene blev rømmet i hast i maj 1945 af nazisterne, lod de kapoerne i stikken og overlod dem dermed i deres medfangers hånd og til disses - ofte meget voldsomme - hævntørst. Det medførte i flere tilfælde, at de forhadte kapoer bogstaveligt talt fik revet både arme og ben af.
Ordet menes at stamme fra det italienske, capo, (chef eller leder), men det hævdes også at det kan være en forkortelse for det tyske udtryk Kameradenpolizei eller fra det franske corporal.